# Піонерський (Міжріченський район)
Піоне́рський (рос. Пионерский) — селище у складі Міжріченського району Вологодської області, Росія. Входить до складу Сухонського сільського поселення.

## Населення
Населення — 134 особи (2010; 178 у 2002).
Національний склад (станом на 2002 рік):
- росіяни — 97 %